# Por ti (canción de Óscar Chávez)
Por ti originalmente llamada El infierno es amor es una famosa canción de Óscar Chávez publicada en 1974.

## Letra y música

### Letra
La canción habla del desinterés y la tristeza en la existencia que ha provocado en una persona el amor perdido de otra. Cuenta con figuras retóricas como la antítesis ("el infierno es amor"), la hipérbole ("la vida se me ha vuelto un infierno") y la metáfora ("me ha dado por llorar como el mar / me he puesto a sollozar como el cielo"). 

### Música
Por ti fue grabada originalmente con ritmo de un bolero moderno con una dotación instrumental de guitarras, bajo y piano en una escala de Mi menor.

## Historia
Según su autor la canción fue la segunda que compuso en su carrera. Fue uno de los temas más exitosos de Chávez y que tocaba prácticamente en todos sus conciertos. En 2019 su autor la interpretó ante 30 mil personas acompañado por la banda Caifanes en el festival Vive Latino.
El 1 de mayo de 2020 tras el fallecimiento de su autor, fue homenajeado con la reproducción de dicha canción en la conferencia de prensa matutina del presidente Andrés Manuel López Obrador.